# Lijst van nummer 1-hits in Canada in 2020
Deze hits stonden in 2020 op nummer 1 in de Canadian Hot 100, de bekendste hitlijst in Canada.
| Datum        | Artiest                           | Titel                            |
| ------------ | --------------------------------- | -------------------------------- |
| 4 januari    | Mariah Carey                      | All I want for Christmas is you  |
| 11 januari   | Tones and I                       | Dance monkey                     |
| 18 januari   | Tones and I                       | Dance monkey                     |
| 25 januari   | Roddy Ricch                       | The box                          |
| 1 februari   | Roddy Ricch                       | The box                          |
| 8 februari   | Roddy Ricch                       | The box                          |
| 15 februari  | Roddy Ricch                       | The box                          |
| 22 februari  | Roddy Ricch                       | The box                          |
| 29 februari  | Roddy Ricch                       | The box                          |
| 7 maart      | Roddy Ricch                       | The box                          |
| 14 maart     | Roddy Ricch                       | The box                          |
| 21 maart     | Roddy Ricch                       | The box                          |
| 28 maart     | Roddy Ricch                       | The box                          |
| 4 april      | The Weeknd                        | Blinding lights                  |
| 11 april     | The Weeknd                        | Blinding lights                  |
| 18 april     | The Weeknd                        | Blinding lights                  |
| 25 april     | The Weeknd                        | Blinding lights                  |
| 2 mei        | The Weeknd                        | Blinding lights                  |
| 9 mei        | Travis Scott & Kid Cudi           | The Scotts                       |
| 16 mei       | The Weeknd                        | Blinding lights                  |
| 23 mei       | Ariana Grande & Justin Bieber     | Stuck with U                     |
| 30 mei       | The Weeknd                        | Blinding lights                  |
| 6 juni       | Lady Gaga & Ariana Grande         | Rain on me                       |
| 13 juni      | SAINt JHN                         | Roses                            |
| 20 juni      | SAINt JHN                         | Roses                            |
| 27 juni      | SAINt JHN                         | Roses                            |
| 4 juli       | SAINt JHN                         | Roses                            |
| 11 juli      | SAINt JHN                         | Roses                            |
| 18 juli      | DaBaby & Roddy Ricch              | Rockstar                         |
| 25 juli      | SAINt JHN                         | Roses                            |
| 1 augustus   | DJ Khaled & Drake                 | Popstar                          |
| 8 augustus   | SAINt JHN                         | Roses                            |
| 15 augustus  | Jawsh 685 & Jason Derulo          | Savage love (Laxed - siren beat) |
| 22 augustus  | Cardi B & Megan Thee Stallion     | WAP                              |
| 29 augustus  | Drake & Lil Durk                  | Laugh now cry later              |
| 5 september  | Cardi B & Megan Thee Stallion     | WAP                              |
| 12 september | Cardi B & Megan Thee Stallion     | WAP                              |
| 19 september | Cardi B & Megan Thee Stallion     | WAP                              |
| 26 september | 24kGoldn & Iann Dior              | Mood                             |
| 3 oktober    | Justin Bieber & Chance the Rapper | Holy                             |
| 10 oktober   | 24kGoldn & Iann Dior              | Mood                             |
| 17 oktober   | 24kGoldn & Iann Dior              | Mood                             |
| 24 oktober   | 24kGoldn & Iann Dior              | Mood                             |
| 31 oktober   | Justin Bieber & Benny Blanco      | Lonely                           |
| 7 november   | Ariana Grande                     | Positions                        |
| 14 november  | 24kGoldn & Iann Dior              | Mood                             |
| 21 november  | 24kGoldn & Iann Dior              | Mood                             |
| 28 november  | 24kGoldn & Iann Dior              | Mood                             |
| 5 december   | Shawn Mendes & Justin Bieber      | Monster                          |
| 12 december  | 24kGoldn & Iann Dior              | Mood                             |
| 19 december  | 24kGoldn & Iann Dior              | Mood                             |
| 26 december  | Taylor Swift                      | Willow                           |